# Толмачёв Дол
Толмачёв Дол, также плато Толмачёва — широкое вулканическое нагорье в южной части полуострова Камчатка к северо-востоку от вулкана Опала.
Нагорье усеяно многочисленными шлаковыми вулканами позднего плейстоцена и голоцен и связанные с ними потоками лавы. Конусы и лавовые поля охватывают широкий район по обе стороны живописного озера Толмачёва, которое лежит в большой депрессии на полпути между вулканом Опала и Горелый. 1415-метровый вулкан Толмачёва — стратовулкан плейстоцена, лежит на стороне юго-востоку от озера. Основное взрывное извержение произошло около 4600 лет назад из кратера Чаша (современное озеро Чаша, иногда называемое Медвежья Чаша) северо-западнее озера Толмачёва) в северо-западной части плато, в ходе которого было выброшено около 1 кубического километра тефры. Последнее извержение Толмачёва Дола произошло около 1600—1700 лет назад. Вулкан Опала также относится к Толмачёву Долу, тогда как Горелый к Горелому Долу.
На южной части плато находится часть зоологического заказника «Олений Дол».

## Топографические карты
- Лист карты N-57-XXXII соп. Опала. Масштаб: 1 : 200 000. Состояние местности на 1974 год. Издание 1986 г.